# El Marqués
El Marqués är en kommun i Mexiko.   Den ligger i delstaten Querétaro Arteaga, i den centrala delen av landet, 180 km nordväst om huvudstaden Mexico City.
Följande samhällen finns i El Marqués:
- La Cañada
- La Pradera
- Amazcala
- El Colorado
- General Lázaro Cárdenas
- Santa Cruz
- Hacienda la Cruz Fraccionamiento
- Paseos del Marqués
- La Loma
- El Pozo
- San Miguel Amazcala
- Las Lajitas
- La Trinidad
- San Cristobal
- Segundo Barrio de Dolores
- Santa Fe Libertadores
- Fraccionamiento del Parque Residencial
- El Campanario
- La Mariola
- El Mirador
- Cumbres de Conín Tercera Sección
- Campestre San Isidro Fraccionamiento
- Ejido el Coyme
- El Monte
- Presa del Carmen
- La Laborcilla
- San Gabriel
- San Pedro Amazcala Colonia
- San Pedro Zacatenco
- Casa Blanca
- El Durazno
- Barrio Buenavistilla
- Nueva Colonia la Campana
- Ampliación del Paraíso